# 리처드 토머스
리처드 토머스(Richard Thomas, 1951년 6월 13일 ~ )는 미국의 배우이다.

## 출연 작품
- 라자루스 프로젝트 (2008)